# Biosfeerreservaat
Een biosfeerreservaat is een door de UNESCO aangewezen gebied dat een ecosysteem representeert waarin de biodiversiteit en de genetische waarden beschermd worden. De aanduiding komt voort uit de "Biosphere Conference" van 1968, de eerste intergouvernementele conferentie die als doel had de conservering van natuurlijke bronnen en ontwikkeling met elkaar in evenwicht te brengen.
Het Mens- en Biosfeerprogramma (MAB) werd in 1971 gestart en behelst een training- en monitoringprogramma. Een project is het benoemen en aanwijzen van biosfeerreservaten. Anno 2019 bestaan er 686 biosfeerreservaten.

Kaart dat het wereldwijde netwerk van biosfeerreservaten laat zien in 2013. Opmerking: grensoverschrijdende parken zijn verdeeld naar betrokken landen op de kaart, en zijn meerdere keren geteld.